# Årstaskolan

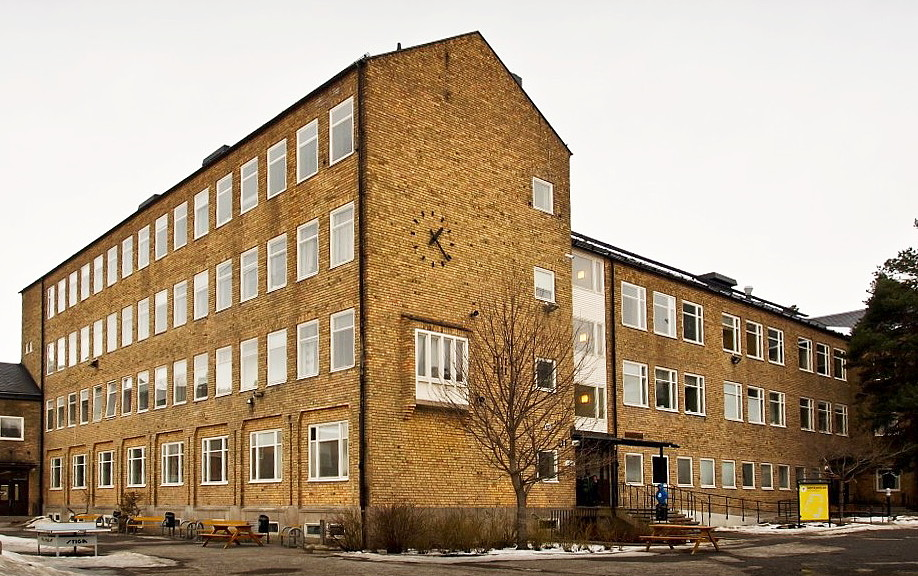
Årstaskolan, 2016.

Årstaskolan är en kommunal grundskola som ligger vid Hjälmarsvägen i stadsdelen Årsta i Söderort inom Stockholms kommun. Skolan är en så kallad F-9 skola med undervisning från förskola till årskurs 9.
Skolan har drygt 900 elever och 70 anställda. Byggnaden ägs av kommunalägda Skolfastigheter i Stockholm AB (SISAB). 

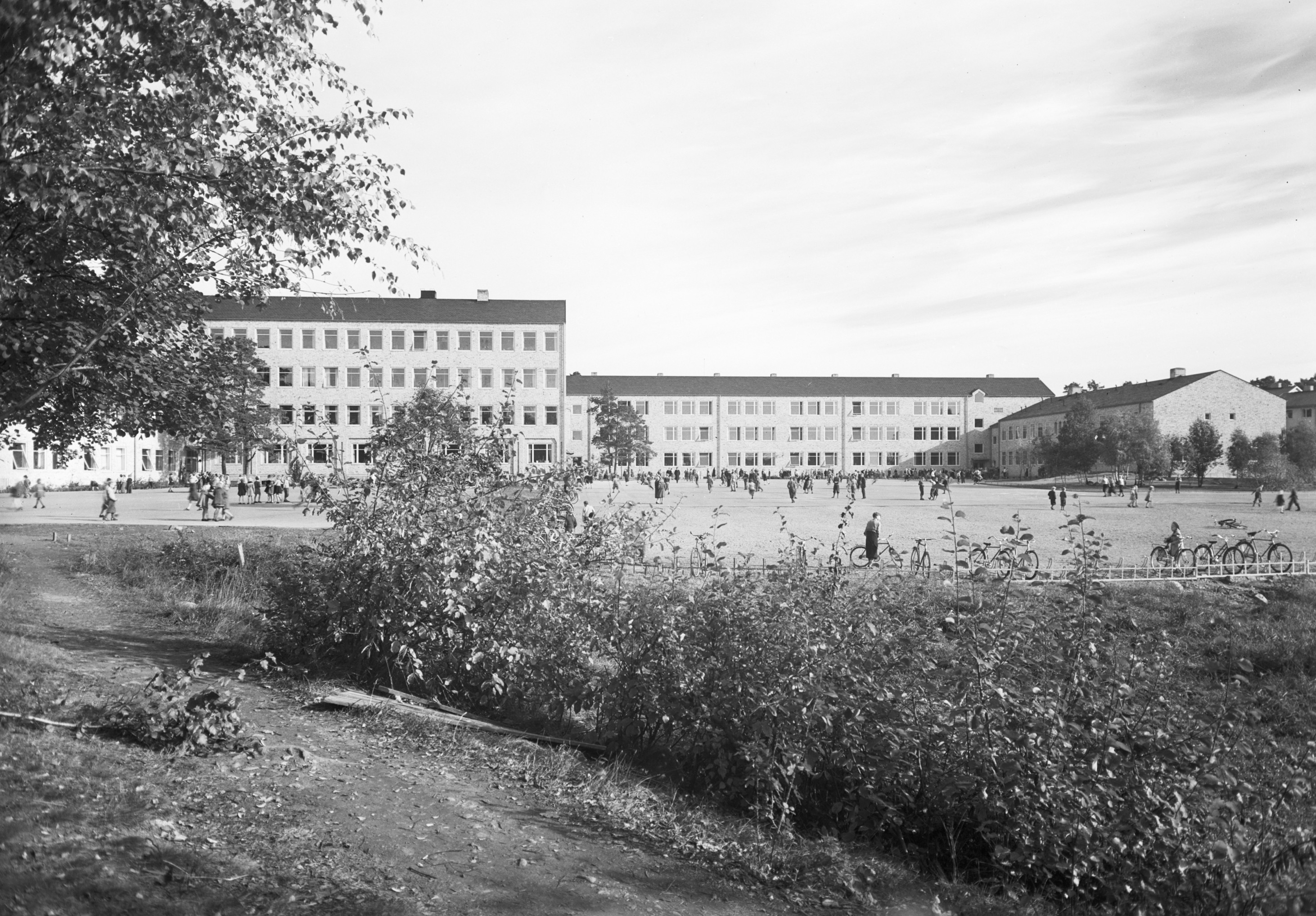
Årsta folkskola, 1948.

Skolhuset byggdes 1946 och ritades av arkitekt Stig Åkermark. 1963 uppfördes en tillbyggnad med vinkelställd volym längs Hjälmarsvägen för sexårsverksamhet och lågstadium. Även här stod Åkermark för den arkitektoniska utformningen.
Numera finns en del av Årstaskolan kallad för Årstaskolan Årstaviken i baracker vid Simlångsvägen 26 nära Gullmarsplan och  det kommer att byggas en barack till i år (2019).